# Ixhuatlancillo
Ixhuatlancillo là một đô thị thuộc bang Veracruz, México. Năm 2005, dân số của đô thị này là 15644 người.